# Масейо (мікрорегіон)

Масейо на карті штату Алагоас

Масейо́ (порт. Microrregião de Maceió) — мікрорегіон у Бразилії, входить у штат Алагоас. Складова частина мезорегіону Схід штату Алагоас.

## Склад мікрорегіону
До складу мікрорегіону включені наступні муніципалітети:
1. Барра-ді-Санту-Антоніу
2. Барра-ді-Сан-Мігел
3. Кокейру-Секу
4. Масейо
5. Марешал-Деодору
6. Паріпуейра
7. Пілар
8. Ріу-Ларгу
9. Санта-Лузія-ду-Норті
10. Сатуба

| Бразилія | Це незавершена стаття з географії Бразилії. Ви можете допомогти проєкту, виправивши або дописавши її. |